# Värendsdräkten

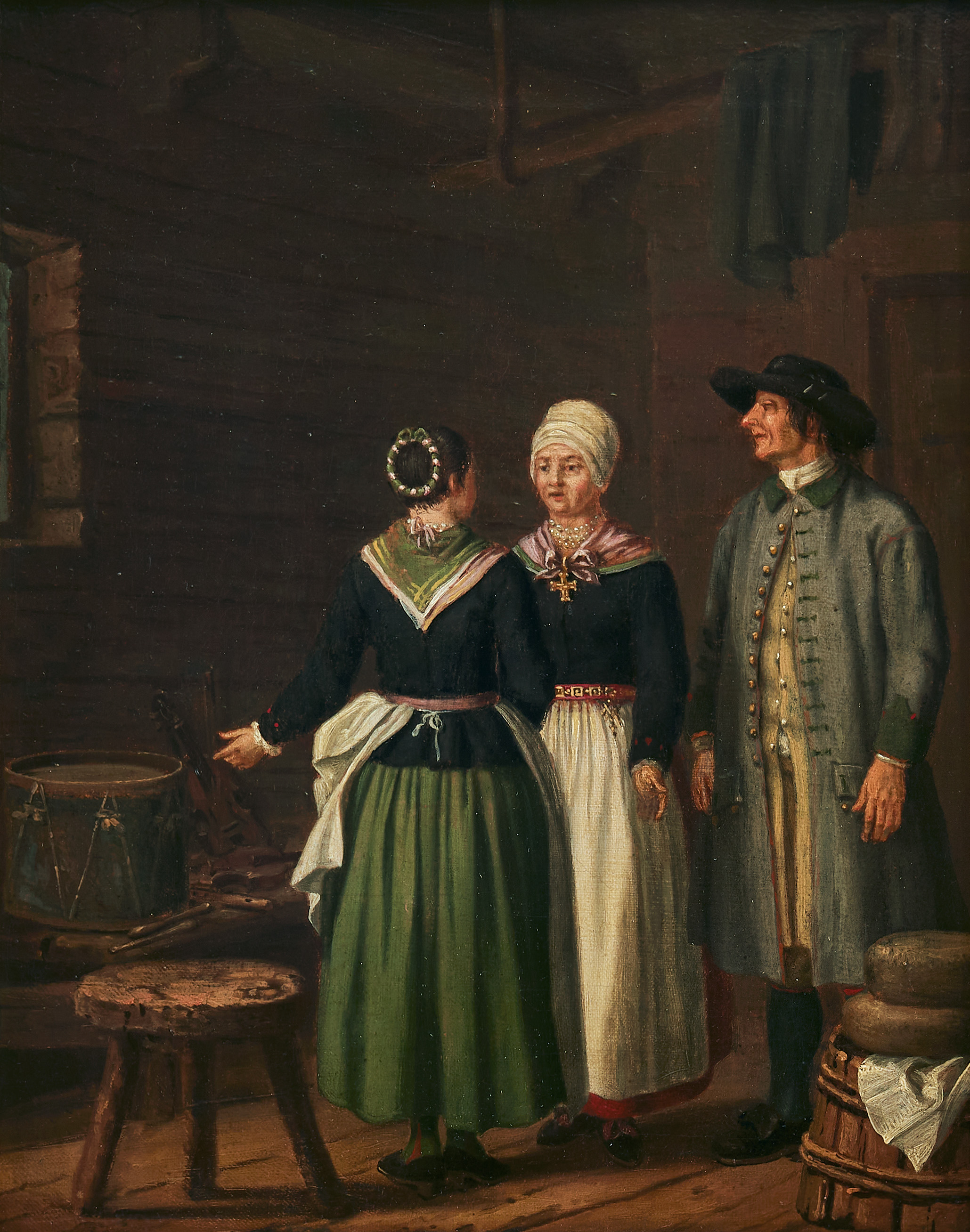
Smålänningar från Värend, målning av Pehr Hilleström från 1780-talet.

Värendsdräkten är en folkdräkt (eller bygdedräkt) från Värendsbygden i Småland.
I början av 1800-talet kom de gamla dräkterna ur bruk och ersattes efter hand med modernare material och plaggtyper med åtskilt livstycke och kjol.

## Kvinnodräkt

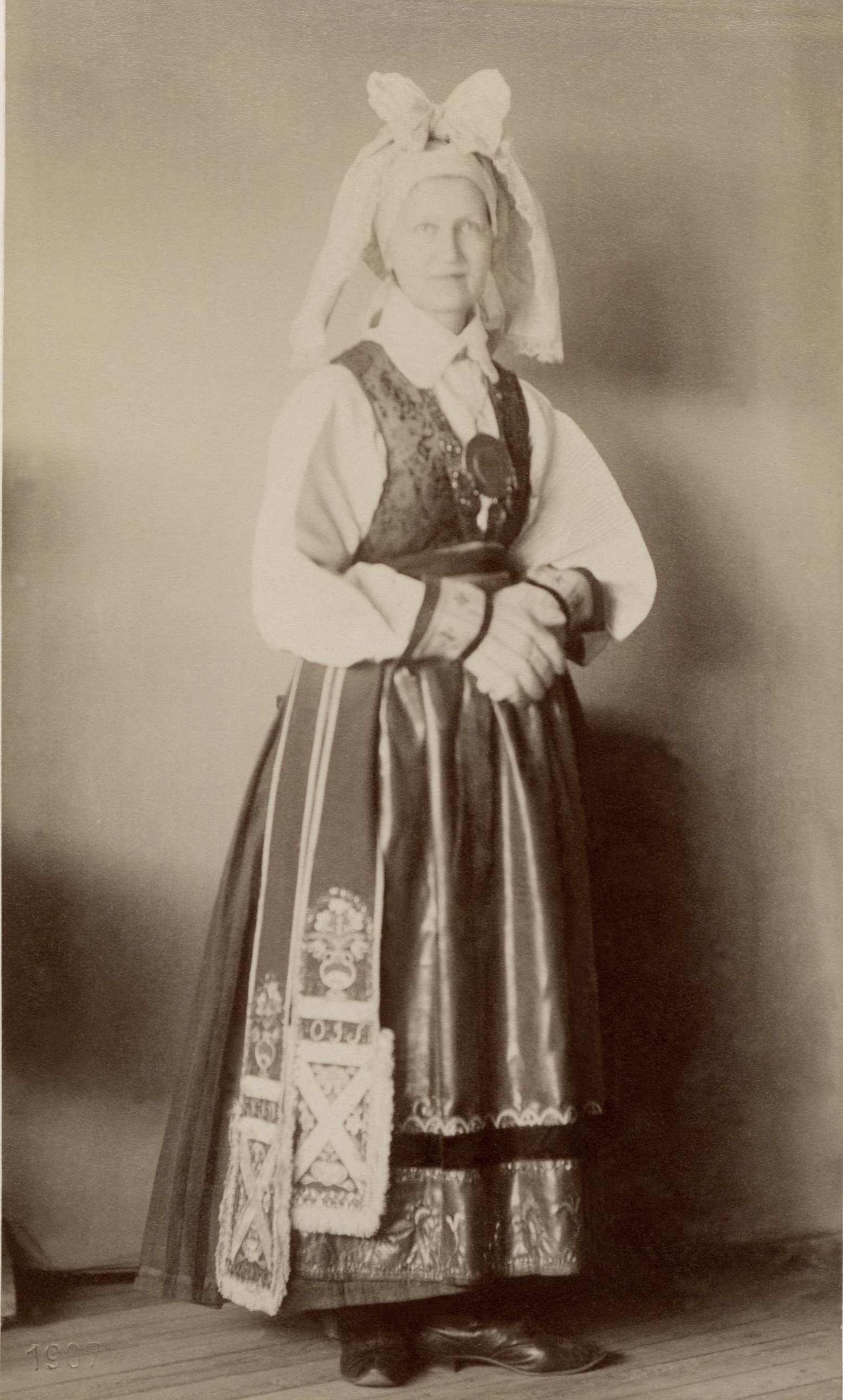
Högtidsdräkt för gift kvinna. Värendsdräkt från Småland.

Plaggen är utsydda med mycket broderier och är dekorerade med silver- siden- och sammetsband. Av bevarade plagg finns en kappa med tre varianter av krage, två olika livkjolar samt en mängd varianter av förkläden, lister, särkar, överdelar, klutar och ärmkläden av vilka endast ett fåtal finns mönsterritade.
Dräkten består av:
- kappa - med krage. Förlagor finns Nordisk museets och Smålands museums samlingar.
- klut - i tunt vitt linnetyg med knypplad spets runt vingarna, sockerudd och spindel, och vitbroderier.[3]
- förkläde
- livskjol - de båda bevarade livkjolarna är från 1700-talets andra hälft. Sådana dräkter bars av den välbärgade bondeklassen i södra delen av Kinnevalds, Allbo och Sunnerbo härader[2]
- midjeband/-bälte
  - list, eller huckle, är det breda bandet som hänger på sidan[1], bärs av gifta kvinnor[4] Sådana finns också bevarade sedan 1700-talet. Den ska enligt sägnen ha ett ursprung som fälttecken i gamla tiders strider med danskarna. Enligt berättelserna så lyckades Blenda tillsammans med Värendskvinnorna fylla de danska erövrarna och därmed kunde de besegras. Och som tack fick kvinnorna i Värend privilegier[1], bland annat lika arvsrätt som männen samt rätt att resa till kyrkan på sin bröllopsdag klädda i full stridsmundering, ledsagade av pukor och trummor. Den kvinnliga Värendsdräkten bär fortfarande kungens fältsigill, enligt sägnen som tack för Bländas hjältedåd.[5]
  - bandring bärs av ogifta kvinnor.[4]
- kedja

## Mansdräkt
En mansdräkt skapades på 1920-talet av hembygdsforskaren J A Göth, vilken lät väva och sy upp en dräkt efter minnesbilder från sin hembygd i Sjösås socken. En dokumenterad mansdräkt togs fram på 1960-talet av medlemmar ur Växjöortens Folkdanslag. Den kommer från Dädesjö socken och har drag av det tidiga 1800-talets mode. Dräkten består av:
- väst - kort av rött ylle med tryckt mönster samt linnerygg[2]
- skjorta - med hög krage omknuten med ett halskläde
- byxor -  med hög midjelinje i skinn eller ylle[2]
  - gula
  - blå byxor tillhör högtidsdräkt[4]
- tröja - ett ytterplagg. Höftlång av mörkt ylle.[2]
- huvudbonad - bärs till tröja: hög hatt eller skärmmössa i enklare sammanhang.[2]
- fotbonad